# Мейндерс, Кес
Корнелис Ламбертюс (Кес) Мейндерс (нидерл. Cornelis Lambertus "Kees" Mijnders; 28 сентября 1912[…], Эйндховен, Северный Брабант — 12 апреля 2002, Дордрехт, Южная Голландия) — нидерландский футболист, игравший на позиции левого крайнего нападающего, выступал за ДФК. 
В составе национальной сборной Нидерландов провёл 7 матчей.

## Ранние годы
Корнелис Ламбертюс Мейндерс родился 28 сентября 1912 года в Эйндховене, в семье работника завода «Philips». Его отец, Кес Мейндерс старший, играл за футбольный клуб ЕВВ и был первым тренером ПСВ. Позже их семья переехала в Роттердам.

## Спортивная карьера
Мейндерс младший начал футбольную карьеру в клубе «Де Йонге Спартан» из Роттердама, а в 1927 году дебютировал за команду ДФК из Дордрехта. В июле 1932 года Кес с клубом выиграл Кубок Нидерландов, в финале которого был обыгран ПСВ. В составе ДФК нападающий выступал до 1952 года и за это время сыграл свыше трёхсот матчей. Свой трёхсотый матч за клуб он провёл в январе 1950 года.
В октябре 1931 года Кес был вызван во вторую сборную Нидерландов на товарищеский матч с английским «Уолсоллом». В конце 1933 года Мейндерс сыграл несколько матчей за вторую сборную, а в марте 1934 года впервые получил вызов в первую сборную Нидерландов. Его дебют состоялся 11 марта в товарищеском матче против сборной Бельгии, завершившемся победой «оранжевых» со счётом 9:3. В апреле Кес сыграл две игры в отборочном турнире к чемпионату мира и даже попал в заявку на основной турнир, который проходил в Италии. Его команда выбыла уже на стадии первого раунда, проиграв Швейцарии, а сам нападающий из-за болезни так и не сыграл на чемпионате. 
В общей сложности Мейндерс сыграл за сборную 7 матчей, но так и не отличился за неё.

## Статистика

### Матчи Мейндерса за сборную Нидерландов
| Матчи Мейндерса за сборную Нидерландов | Матчи Мейндерса за сборную Нидерландов | Матчи Мейндерса за сборную Нидерландов | Матчи Мейндерса за сборную Нидерландов | Матчи Мейндерса за сборную Нидерландов | Матчи Мейндерса за сборную Нидерландов |
| -------------------------------------- | -------------------------------------- | -------------------------------------- | -------------------------------------- | -------------------------------------- | -------------------------------------- |
| №                                      | Дата                                   | Соперник                               | Счёт                                   | Голы Мейндерса                         | Соревнование                           |
| 1                                      | 11 марта 1934                          | Бельгия                                | 9:3                                    | —                                      | Товарищеский матч                      |
| 2                                      | 8 апреля 1934                          | Ирландия                               | 5:2                                    | —                                      | Чемпионат мира 1934 (отбор)            |
| 3                                      | 29 апреля 1934                         | Бельгия                                | 4:2                                    | —                                      | Чемпионат мира 1934 (отбор)            |
| 4                                      | 18 мая 1935                            | Англия                                 | 0:1                                    | —                                      | Товарищеский матч                      |
| 5                                      | 3 ноября 1935                          | Дания                                  | 3:0                                    | —                                      | Товарищеский матч                      |
| 6                                      | 27 февраля 1938                        | Бельгия                                | 7:2                                    | —                                      | Товарищеский матч                      |
| 7                                      | 3 апреля 1938                          | Бельгия                                | 1:1                                    | —                                      | Чемпионат мира 1938 (отбор)            |

Итого: 7 матчей / 0 голов; 5 побед, 1 ничья, 1 поражение.

## Достижения
- Обладатель Кубка Нидерландов: 1931/32